# 張汝誠 (1925年)
張汝誠（1925年11月10日—2002年7月21日），男，熱河建平人，中华民国空军将领。

## 生平
空軍軍官學校第18期畢業。1963年，恰逢徐廷澤駕機叛逃，張汝誠因曾有被俘虜的經驗而一度停飛，經同袍陳燊齡相助才重新復飛，並擔任三大隊副大隊長。曾任中華民國空軍副總司令。